# Барнаулка
Барнау́лка (рос. Барнаулка) — річка у Росії, ліва притока Обі.
Барнаулка витікає з озера Дзеркального на узліссі Барнаульського стрічкового бору (291 м над рівнем моря). Її басейн площею 5720 км² має форму витягнутої з південного заходу на північний схід смуги 240 км завдовжки і 20–27 км завширшки і знаходиться повністю в межах Приобського плато. Верхів'я річки являють собою низку довгих вузьких озер, з'єднаних короткими, сильно заболоченими протоками.
Найбільші з озер, через які протікає річка — Урлапівське, Середнє, Бахматівське, Піщане; усі вони утворилися у розширеннях річкової долини (до 3 км завширшки). Стік Барнаулки регулюється цими проточними озерами. Значну частину живлення Барнаулка отримує також від ґрунтових вод, які течуть на невеликій глибині під шаром борових пісків.
Низов'я Барнаулки і її гирло знаходяться в межах міста Барнаул. Вже на території міста в Барнаулку впадає зліва мала річка Пивоварка. Нижче її впадіння Барнаулка тече по котловині колишнього заводського ставу, виритого у XVIII ст. При впадінні в Об річка сильно забруднена. Її русло в межах міста ніяк не опоряджене.
Майже усі притоки впадають в Барнаулку справа. Її середньорічний стік становить 10 м³/c. Річка замерзає на початку листопада (товщина криги 0,7–1 м), скресає на початку квітня. Річка ніколи не пересихає влітку і не перемерзає взимку на всьому протязі свого русла. Весняна повінь триває з початку квітня до середини червня (підйом води 1–2 м); дощові повені незначні і розтягнуті.